# Archidiocèse de Pouso Alegre
L′archidiocèse de Pouso Alegre (en latin, Archidioecesis Pousalegrensis ou encore Archidiœcesis Cauponalætensis) est une circonscription ecclésiastique de l'Église catholique au Brésil.
Son siège se situe dans la ville de Pouso Alegre, dans l'État du Minas Gerais.
|  |  |

Depuis 2014, son archevêque est José Luiz Majella Delgado (pt), C.Ss.R.. 